# Бенн-а-Бюирд
Бенн-а-Бюирд (англ. Beinn a' Bhùird) — мунро в горном хребте Кернгормс в Абердиншире Северной Шотландии (Великобритания). Высота вершины составляет 1197 м над уровнем моря. Ближайший населённый пункт — Бремар.

## Восхождение
Наиболее обычный маршрут подъёма на Бенн-а-Бюирд осуществляется от автостоянки в местечке Алланакоич, тропа поднимается по Глен-Коич и следует по пути вдоль старой дороги Ленд-Ровер-Роад до Ан-Диоллаид.
Альтернативный подъём следует вдоль ручья Куойч через Ам Бейтахан к перевалу Снек — между Бенн-а-Бюирдом и Бен-Эйвоном.

## Лыжный курорт
В начале 1960-х годов на Бенн-а-Бюирде была предпринята попытка создать большую горнолыжную базу. Строительство финансировали братья Паншо из Швейцарии, которые приобрели поместье, когда лыжный отдых в Шотландии процветал. Курорт должен был называться Мар-Лодж и был открыт в 1963 году после серии рекордных снегопадов. На момент открытия на площадке было два Т-образных поверхностных подъёмника для лыжников: один 620 футов в длину, другой 2050 футов в длину. Они предлагали общую пропускную способность 1400 человек в час. Однако сезоны 1963—1964 и 1964—1965 годов оказались малоснежными в этом районе, подъёмники использовались редко и курорт был заброшен в 1965 году. Когда курорт закрылся, обе Т-образные конструкции подъёмнков были перенесены в лыжный центр Гленши, чтобы стать Т-образными перекладинами Кэрнвелл и Тренер-буксировщиком (разобраны в 2003 году).

## Галерея

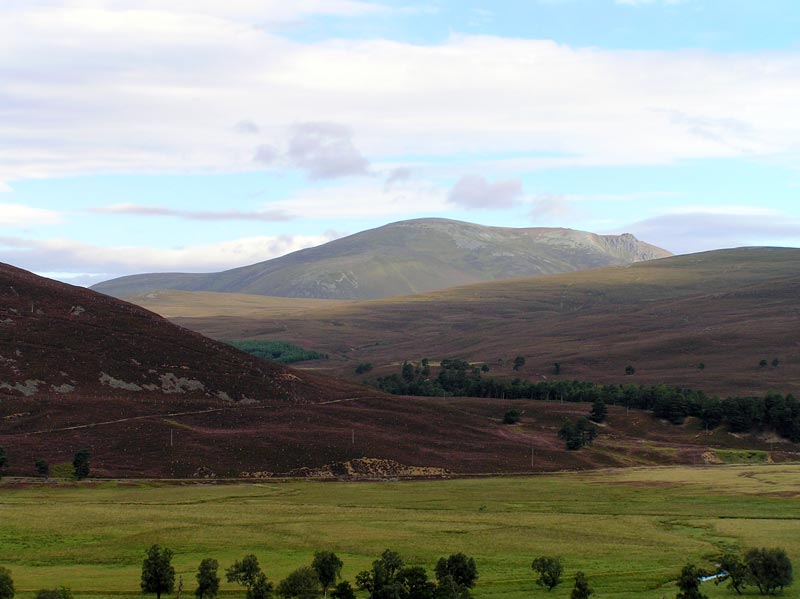
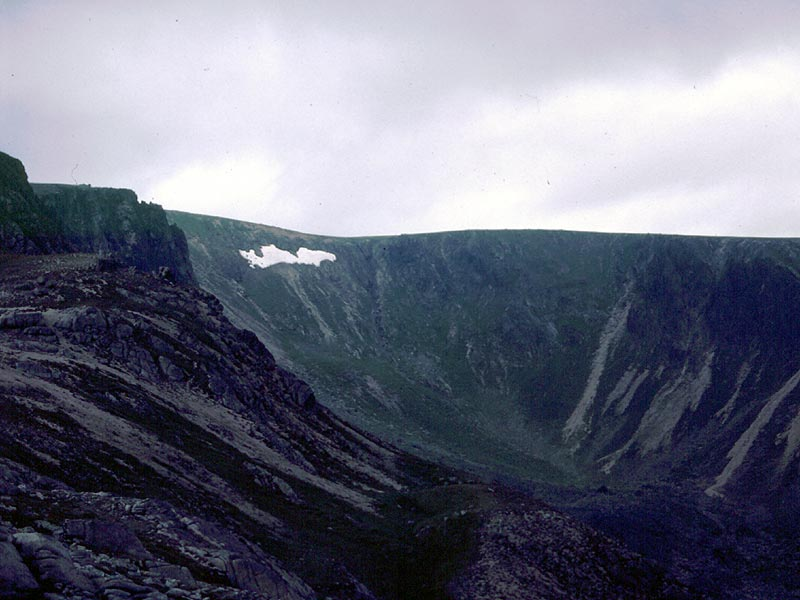
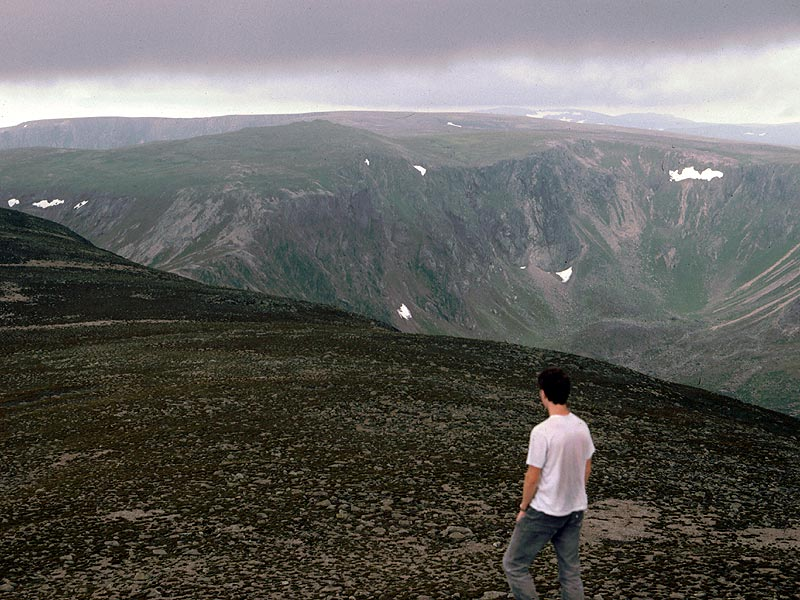
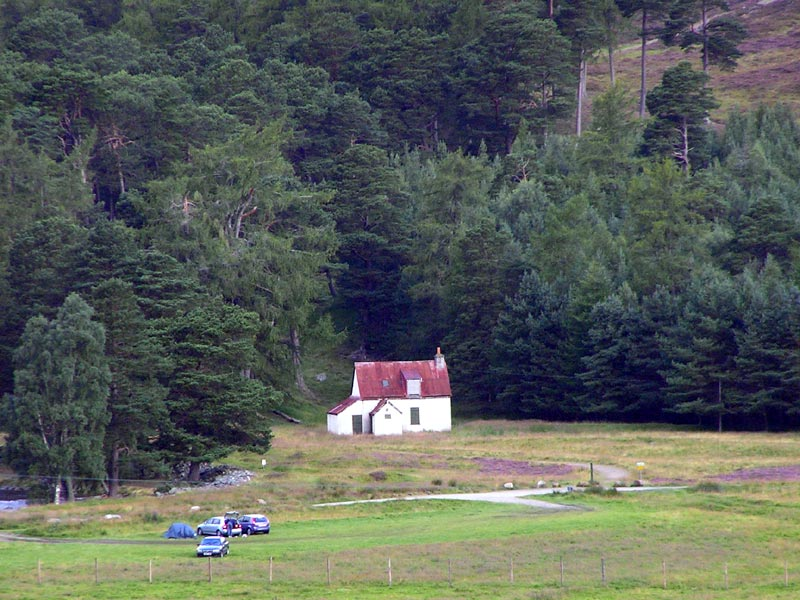